# 京畿道庁北部庁舎駅
京畿道庁北部庁舎駅（キョンギドチョンブップチョンサえき）は、大韓民国京畿道議政府市新谷洞にある議政府軽電鉄の駅である。駅番号は(U120)。
英語の駅名は、車内放送では Northern Gyeonggi-do Government と案内される。

## 駅構造
相対式ホーム2面2線を有する高架駅。　

### のりば
| 上り | ● | 鉢谷・回龍・軽電鉄議政府・東梧方面 |
| 下り | ● | 塔石方面                           |

## 駅周辺
- 京畿道庁北部庁舎
- ホームプラス議政府店

## 歴史
- 2012年7月1日 - 議政府軽電鉄が開業。

## 隣の駅
議政府軽電鉄
●議政府軽電鉄　
セマル駅 (U119) - 京畿道庁北部庁舎駅 (U120) - 孝子駅 (U121)